# Tetragonodon rhamphodes
Tetragonodon rhamphodes är en kräftdjursart som beskrevs av Louis S. Kornicker 1968. Tetragonodon rhamphodes ingår i släktet Tetragonodon och familjen Philomedidae. Inga underarter finns listade i Catalogue of Life.